# Gymnosporangium exterum
Gymnosporangium exterum är en svampart som beskrevs av Arthur & F. Kern 1910. Gymnosporangium exterum ingår i släktet Gymnosporangium och familjen Pucciniaceae.   Inga underarter finns listade i Catalogue of Life.